# Jan Bagiński (prałat)
Jan Bagiński (ur. 16 października 1946 w Ludowie Śląskim) – polski duchowny katolicki, prałat Domowy Jego Świątobliwości, w latach 1995–2012 proboszcz Katedry Świdnickiej, Kanonik Gremialny Kapituły Katedralnej w Świdnicy, dziekan Dekanatu Świdnica Śląska-Wschód.

## Życiorys
Po ukończeniu studiów teologicznych w Wyższym Seminarium we Wrocławiu został wypromowany na magistra przez księdza Romana Rogowskiego (był pierwszym wypromowanym magistrem przez tego profesora), a następnie został wyświęcony na kapłana 29 maja 1971 roku przez kardynała Bolesława Kominka. Jako neoprezbiter został skierowany do parafii Matki Bożej Pocieszenia w Oławie. W latach 1974–1976 pracował w parafii św. Doroty we Wrocławiu. Następnie został przeniesiony do parafii św. Henryka we Wrocławiu. W latach 1983–1986 pracował w parafii św. Katarzyny w Piotrowicach, a jako proboszcz od 1986 roku w parafii św. Mikołaja w Wiązowie. W 1995 roku kardynał Henryk Gulbinowicz złożył mu propozycję przejęcia probostwa parafii pw. św. Stanisława i Wacława, którą przyjął.
Prałat Jan Bagiński po przejęciu parafii rozpoczął intensywne prace remontowe w katedrze. Za ratowanie zabytków została mu przyznana Złota Odznaka przez Ministerstwo Kultury. W 2001 roku otrzymał nagrodę miasta Świdnicy za osiągnięcia w dziedzinie twórczości artystycznej, upowszechniania i ochrony kultury. Jest inicjatorem corocznych Dni Papieskich w Świdnicy. W 2013 roku przyznano mu tytuł Honorowego Obywatela Świdnicy. Za pracę charytatywną na rzecz dzieci otrzymał statuetkę Dziecięcej Nagrody „Serca”.